# Кернен им Ремстал
Кернен им Ремстал (њем. Kernen im Remstal) општина је у њемачкој савезној држави Баден-Виртемберг. Једно је од 31 општинског средишта округа Ремс-Мур. Према процјени из 2010. у општини је живјело 15.287 становника. Посједује регионалну шифру (AGS) 8119093.

## Географски и демографски подаци
Кернен им Ремстал се налази у савезној држави Баден-Виртемберг у округу Ремс-Мур. Општина се налази на надморској висини од 270 метара. Површина општине износи 15,0 km². У самом мјесту је, према процјени из 2010. године, живјело 15.287 становника. Просјечна густина становништва износи 1.016 становника/km².